# ヴィラット・コーリ
ヴィラット・コーリ（ヒンディー語: विराट कोहली ヒンディー語発音: [ʋɪˈɾɑːʈ ˈkoːɦli] विराट कोहली、英語: Virat Kohli、1988年11月5日 - ）は、インド・デリー出身のプロクリケット選手（バッター、フィールダー、右投右打）。インド代表元主将。IPL・ロイヤル・チャレンジャーズ・バンガロール所属。愛称はキング・コーリ。クリケット史上最高の選手の一人であり、スポーツ史上最も偉大な選手の一人と評されている。妻はボリウッド女優のアヌシュカ・シャルマ。
ODIワールドカップ、T20ワールドカップ、チャンピオンズトロフィーなど主要国際タイトルを獲得。ODI形式で史上最多の通算センチュリー50回達成（ギネス世界記録に認定）など、多くの世界記録を持つ。国際クリケット評議会より、10年間世界最優秀選手賞を2020年に受賞。年間世界最優秀選手に授与されるサー・ガーフィールド・ソバーズ・トロフィーを2度受賞。IPL通算最多得点記録保持者（8,004得点、2024年シーズン終了時）。
年収は2024年時点で推定84億7000万ルピー（約144億円）。インドで最もブランド価値の高い著名人と評価されており、その価値は2023年に2億2790万ドル（約342億円）。Instagram公式アカウントのフォロワー数は2024年現在、アジア出身の人物として最多の2億7000万以上であり、世界のスポーツ選手の中でクリスティアーノ・ロナウドとリオネル・メッシに次いで3番目に多い。Instagram1投稿当たりの広告収入は114万ポンド（約2億2000万円）。X（旧Twitter）公式アカウントのフォロワー数は2024年現在、世界のスポーツ選手の中でクリスティアーノ・ロナウドに次いで2番目に多い。所有するプライベートジェットはセスナ サイテーション・ソヴリン。
2017年にインド政府よりパドマ・シュリー勲章を受賞。2018年にインド政府よりラジーヴ・ガンディー・ケール・ラトナ賞を受賞。2018年にタイム誌によって世界で最も影響力のある100人に選出された。2019年のESPNの調査によると、世界で最も有名なアスリート7位。慈善団体「ヴィラット・コーリ財団」の創設者。プロサッカークラブ・FCゴアの共同オーナー。

## 略歴
2008年にU-19インド代表主将としてICC U19クリケット・ワールドカップ優勝。同年にトップチームのインド代表としてODIデビュー。2011年にクリケット・ワールドカップ優勝。2013年にICCチャンピオンズトロフィーで優勝し、ODI形式のバッターとして世界ランキング1位の座を初めて手にした。2014年と2016年のICC T20ワールドカップでは大会最優秀選手。2018年にクリケットの神様と評されるサチン・テンドルカールを上回る史上最速でODI通算10,000得点(ラン）を達成。2019年に史上最少イニングで国際試合の通算20,000得点を達成。IPLでは通算得点が2024年シーズン終了時点で歴代1位の8004得点。地元インド開催された2023年のワールドカップでは準優勝に終わったが、大会中にセンチュリーを3度獲得するなど大活躍し、大会最優秀選手と得点王に輝いた。2024年にアメリカなどで開催されたT20ワールドカップで優勝。国際試合でのセンチュリー獲得数は2024年9月時点で80回に到達しており、テンドルカールに次ぐ歴代2位。ODI形式でのセンチュリー獲得数は2023年に50回に到達し、テンドルカールを上回る歴代1位となった。

## 経歴

### 幼少期
ヴィラット・コーリは1988年11月5日、刑事弁護士の父プレム・コーリと専業主婦の母サロジ・コーリとの間にインドの首都デリーで生まれた。兄はヴィカス、姉はバーヴナの末っ子。父の話によると、コーリは3歳の時からクリケットバットのスイングをしており、自分に向けてボールを投げるように頼んでいた。デリーで育ち、公立学校に入学。1998年にウェストデリー・クリケット・アカデミーが創設され、9歳だったコーリはそれに加入した。コーリはスポーツだけではなく学業の成績も大変優秀で、教師は「明るく機敏な子供」として覚えていると語った。コーリの父は2006年に1カ月間寝たきり状態になった後、脳卒中で死亡した。コーリによると、父は最大の援護者であり、クリケットの練習で毎日コーリを指導していた。

### ユース時代
2002年10月にデリーのU-15のチームの選手として、2002-03シーズンのポリー・アムリガー・トロフィーに初参戦した。主力としての能力を発揮し、通算172得点、打率34.40を記録した。2003-04シーズンではチームのキャプテンとなり、5イニングで390得点、打率78.00を記録した。2004年にはヴィジャイ・マーチャント・トロフィーの大会のため、デリーのU-17の選手に選出された。この大会で4試合で470得点、打率117.50、最高得点251という目覚ましい活躍を見せた。2006年7月、コーリはU-19のインド代表に選出され、イングランドツアーに参戦した。ODIの3試合では2イニングに出場し、105得点を記録した。また、その後のテストシリーズでは打率49.00を記録した。2008年2月にはICC U19クリケット・ワールドカップがマレーシアで開催された。コーリはチームのキャプテンに指名され、打順は3番となった。全6試合に出場し、1度のセンチュリーを含む合計235得点と大活躍をした。チームは6戦全勝で優勝した。大会後、インディアン・プレミアリーグ（IPL）のロイヤル・チャレンジャーズ・バンガロールとユース契約をした。

### インド代表

#### 2011 ワールドカップ
コーリはワールドカップ直前にODI形式で合計5試合行う南アフリカツアーに参加した。このシリーズで通算193得点、打率48.25、50得点以上を2回という好成績を残し、ODIバッターとしてのICCランキングで世界2位まで上昇した。その後、コーリはワールドカップの代表メンバーに選出された。スレシュ・ライナも選出されたことで、どちらがレギュラー11人に入るか話題になったが、キャプテンのMSドーニはコーリがレギュラーになることを示唆した。コーリは初戦のバングラデシュ戦で見事にセンチュリーを達成した。ワールドカップデビュー戦でセンチュリーをしたのはインド人選手で史上初だった。ただその後のグループリーグ4試合は低得点が続いた。グループリーグ最終戦の西インド諸島戦は59得点と活躍したものの、準々決勝のオーストラリア戦は24得点、準決勝のパキスタン戦は9得点と苦戦した。決勝のスリランカ戦では35得点獲得し、コーリはワールドカップのタイトルを初めて獲得した。大会最優秀選手にはチームメイトのユブラジ・シンが選出された。

#### 2013 チャンピオンズトロフィー
コーリは大会直前のスリランカ戦で144得点の大活躍をし調子を上げた。その数日後の2013年6月6日にイングランドとウェールズの共催でICCチャンピオンズトロフィーが開幕した。インドはグループリーグを3戦全勝で首位通過した。コーリの成績は初戦の南アフリカ戦で31得点、第2戦の西インド諸島戦で22得点、第3戦のパキスタン戦はノットアウトで22得点だった。インド代表は準決勝のスリランカ戦と決勝のイングランド戦にも勝利し、見事に全勝優勝した。チャンピオンズトロフィーはワールドカップに次ぐ権威のある大会とされる2011年に続きビッグタイトルを手にした。コーリは準決勝では58得点、決勝では43得点した。大会通算得点は176得点で全選手5位。打率は58.88だった。大会最優秀選手にはチームメイトのシカール・ダワンが選出された。

#### 2015 ワールドカップ

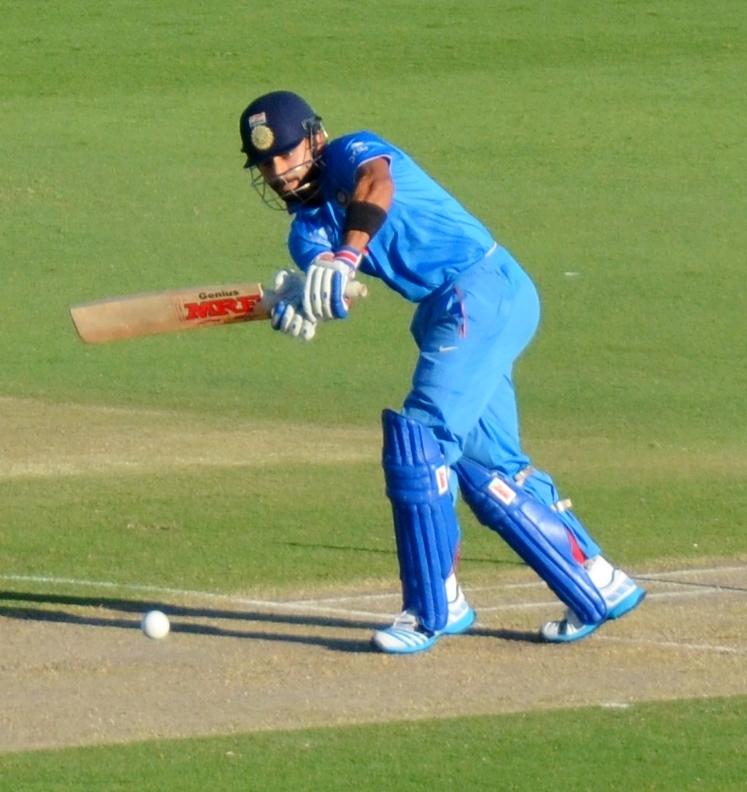
2015年のワールドカップでフリックショットを放つコーリ

アデレードで行われたパキスタンとの初戦で、コーリは107得点でセンチュリー獲得という大活躍をした。その後のグループリーグ5試合の成績は5試合連続で50得点以下と平凡ではあったが、インドは見事に6連勝の首位通過で決勝トーナメントに進出した。準々決勝はロヒット・シャルマの大活躍でバングラデシュ戦にも勝利し、7連勝とさらに勢いをつけてた。だが準決勝の開催国オーストラリア戦で僅か1得点しか挙げられず、チームも敗北し2度目のワールドカップを終えた。

#### 2017 チャンピオンズトロフィー
コーリはインド代表のキャプテンに指名され、2017年6月1日に開幕したイングランドとウェールズの共催のチャンピオンズトロフィー2連覇に挑戦した。初戦のパキスタン戦では81得点し、チームも勝利した。第2戦のスリランカ戦は0得点と不振に終わり、チームも初黒星を喫した。第3戦の南アフリカ戦では76得点と活躍し、チームも勝利した。インド代表はグループリーグを2勝1敗で首位通過をし、決勝トーナメントへ進んだ。準決勝のバングラデシュ戦では、ノットアウトの96得点と大活躍した。ロヒット・シャルマは123得点のセンチュリーをし、チームは決勝へ進んだ。決勝戦のパキスタン戦では5得点に沈み、チームも敗退し準優勝という結果で幕を閉じた。大会最多得点者はチームメイトのシカール・ダワンで338得点を記録した。

#### 2019 ワールドカップ
2019年4月にインド代表のキャプテンに指名されたコーリは、2019年5月下旬に開幕したクリケット・ワールドカップに挑んだ。パキスタン戦では、ODI通算で史上最小225イニングでの通算11,000得点という大記録を達成した。その11日後の西インド諸島戦では、国際試合で史上最少417イニングでの通算20,000得点という大記録も達成した。インド代表はグループステージを首位通過したが、準決勝のニュージーランド戦で敗退した。

#### 2023 ワールドカップ
地元インド開催となった2023 クリケット・ワールドカップは10月に開幕した。初戦のオーストラリア戦では、いきなり85得点という大活躍を見せた。2戦目のアフガニスタン戦では55得点、4戦目のバングラデシュ戦では103得点でセンチュリーを達成、5戦目のニュージーランド戦では95得点、7戦目のスリランカ戦では88得点、8戦目の南アフリカ戦では101得点でセンチュリーを達成、9戦目のオランダ戦では51得点とグループリーグを通じて圧倒的な成績を残した。準決勝のニュージーランド戦では117得点を獲得し、今大会3回目のセンチュリーの偉業を果たした。決勝戦のオーストラリア戦では54得点を獲得したが、チームは240対241で敗北し、準優勝に終わった。コーリは大会最優秀選手賞であるプレーヤー・オブ・ザ・トーナメントに選出された。また1大会として史上最多得点の765得点という大偉業を果たし、ギネス世界記録としても認定された。

#### 2024 T20ワールドカップ

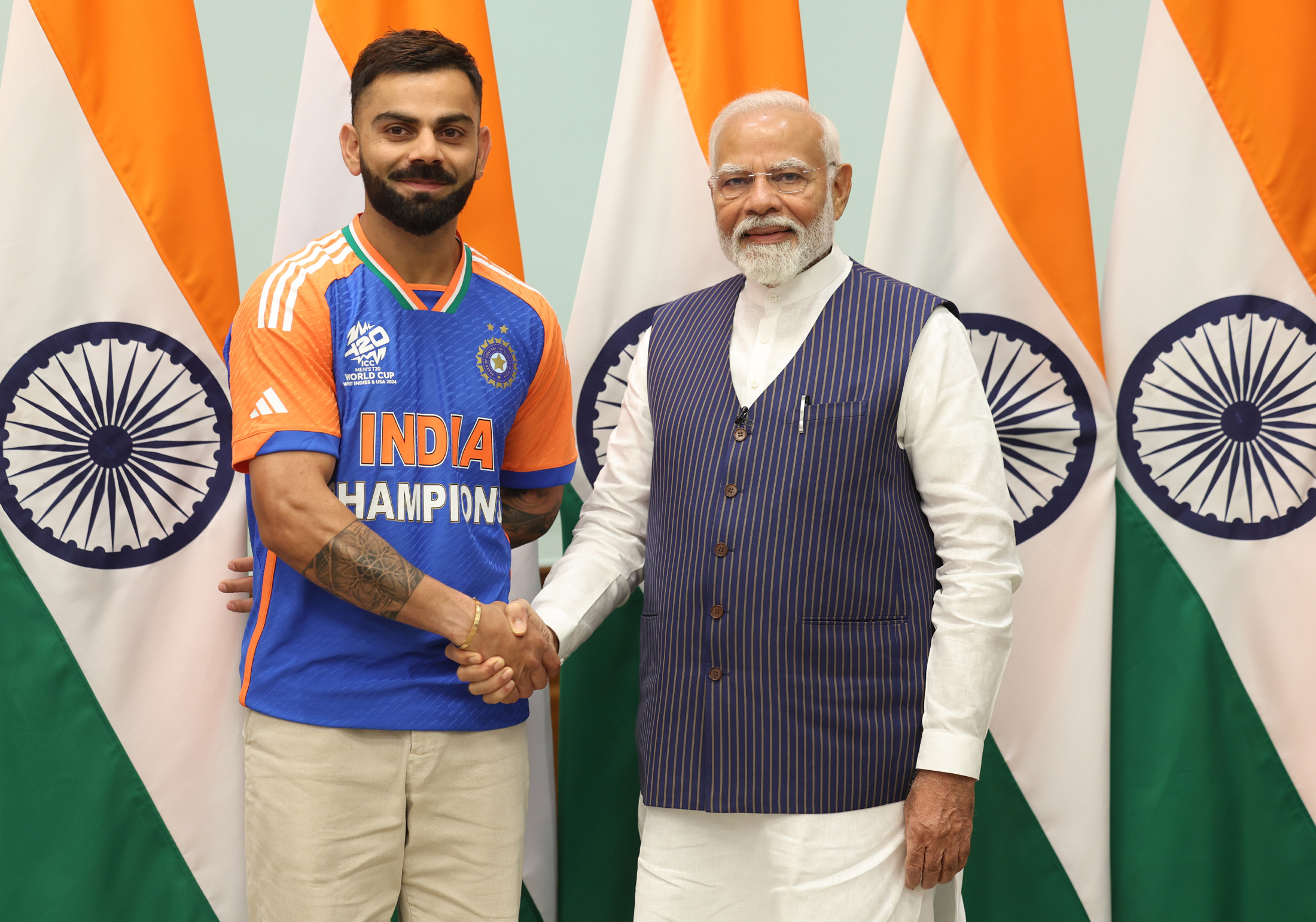
2024年のT20ワールドカップ優勝後、モディ首相の祝福を受けるコーリ、インド首相執務室にて

35歳になったコーリは、アメリカ合衆国及び西インド諸島での開催となった2024年ICC男子T20ワールドカップに参戦した。グループリーグのアイルランド戦で1得点、パキスタン戦で4得点、アメリカ戦で無得点と絶不調のスタートだった。その次のスーパー8（2次リーグ）でもアフガニスタン戦で24得点、バングラデシュ戦で37得点、オーストラリア戦で無得点と平凡な成績に終わった。準決勝のイングランド戦でも9得点に終わり、コーリの成績が上がらないままインド代表が決勝戦へ進んだ。南アフリカとの決勝戦では、75得点を記録する活躍を見せ、優勝に大きく貢献し、プレーヤー・オブ・ザ・マッチを獲得した。

### IPL

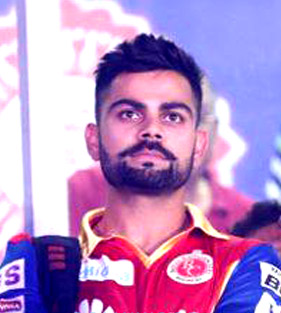
2015年のIPL開会式でのコーリ

コーリが19歳だった2008年3月にインディアン・プレミアリーグ（IPL）のロイヤル・チャレンジャーズ・バンガロールとユース契約をした。IPLデビューとなった2008シーズンは13試合に出場し、165得点、打率15.00とあまりいい結果は残せなかった。2年目の2009シーズンは16試合に出場し、246得点、打率22.36と多少成績が伸びた。2010シーズンはさらに成長し、チームメイトで3番目の得点となる307得点を記録した。打率も27.90、ストライクレートは144.81まで向上した。2011シーズンの前には、コーリはロイヤル・チャレンジャーズ・バンガロールに保持されていた唯一のプレーヤーであった。その年のシーズンには副キャプテンを務めるようになり、当時キャプテンだった選手が怪我で不出場の場合は代わりにコーリがキャプテンを務めた。当時のレイ・ジェニングス監督は、「コーリはこのチームのキャプテンを務めるに留まらず、インド代表のキャプテンにもなるだろう。」と発言した。コーリはその2011シーズンでは16試合に出場し557得点、打率46.41と大活躍し、ESPN cricinfoによってIPLベストイレブンに選出された。チームも準優勝という好成績でシーズンを終えた。2012シーズンは16試合に出場し、364得点、打率28.00と平凡な成績に終わった。
コーリは2013シーズンからチームのキャプテンに指名された。そのシーズンはチームは5位に終わったものの、コーリの個人成績は際立っていた。16試合に出場し634得点、打率45.28を記録した。2004と2005シーズンは359得点、505得点とまずまずの成績で終わった。2016シーズンはコーリが最も活躍したシーズンとなった。チームは準優勝に終わったものの、16試合に出場し、973得点、打率81.08と圧倒的な数字を残した。シーズンの最多得点者となり、シーズン最優秀選手に選出された。また、史上初めてIPL通算4,000得点を越えた選手となった。2017シーズンは肩の怪我のため序盤戦は不出場だったこともあり、10試合に出場し、308得点、打率30.80と不振に終わった。2018シーズンは14試合に出場し、530得点、打率48.18だった。コーリは年俸が1億7000万ルピーでリーグ最高年俸となった。2019シーズンは14試合に出場し、464得点、打率33.14であった。コーリはスレシュ・ライナに次いで史上2人目のIPL通算5,000得点を突破した。2019シーズン終了時で、コーリは通算5,412得点で歴代首位である。

## プレースタイル
プレーは極めて高い技術的スキルを備えており、攻撃能力の高いバッターである。打順は主に3番のミドルオーダーであるが、先頭打者であるオープニングオーダーとなる場合もある。バッテングスタイルはやや胸を広げた構え方をしており、クリケットバットを強く握りることで素早く状況に対応する能力が高い。射撃の幅が広いこと、イニングを自分のペースでリードする能力、そしてプレッシャーの下でも能力を発揮する力が高いことでも知られている。コーリは好きな打撃方法がカバードライブであると共にフリックショットも体が自然に反応すると述べた。クリケットボールのスウィーパーではないと言われるように、スウィープショットは頻繁にしない。コーリのチームメイトは、彼の自信、献身性、集中力、職業倫理を称賛している。守備能力の高いフィールダーでもある。
コーリはODI形式において、とりわけ得点能力に関して世界で最も優れたバッターとみなされている。コーリは得点を重ねるべきどんなシチュエーションも好きで、難しい場面にチャレンジし、自分をテストしたいと語った。プレースタイルはクリケットの神様と言われるサチン・テンドルカールに似ており比較されることが多い。テンドルカールの後継者を評されることもある。インドのクリケット界のレジェンドはコーリがテンドルカールの伝説的な世界記録を破ることを期待している。コーリの子供の頃のアイドルはテンドルカールであり、プレーを懸命に真似たり、具体的な行動や考え方の模範とする存在であった。西インド諸島代表で世界も最も強力なバッターの一人であったヴィヴ・リチャーズは、コーリのプレーが自分を思い出すと語った。リチャーズは2015年に、コーリは既にODI形式において伝説的選手と評価しており、オーストラリアの元クリケット選手のディーン・ジョーンズはコーリを「世界クリケットの新しい王様」（new king of world cricket）と語った。2018年9月には西インド諸島のレジェンドであるブライアン・ララは、コーリを世界最高のバッターの一人と評価した。

## 業績

### ギネス世界記録
- ODI形式で史上最多通算センチュリー（50回）[103]
- ODI形式で史上最少イニングの通算10,000得点（205イニング）[104]
- クリケット・ワールドカップの1大会における最多得点記録（765得点）[105]
- クリケット・ワールドカップの連続ハーフセンチュリー記録（5試合）[106]
- キャプテンとしてテスト形式で史上最多の100得点以上[107]

### 世界記録
- 2018年に史上初のICC個人トップタイトル3つを単年で獲得[7][注 6]
- ワールドカップで史上最長の5試合連続50得点[108]
- ODI形式で史上最少イニングの通算8,000得点[109]
- ODI形式で史上最少イニングの通算9,000得点[110]
- ODI形式で史上最少イニングの通算11,000得点[111]
- ODI形式で史上最少イニングの通算12,000得点[112]
- 国際試合で史上最少イニングの15,000得点[113]
- 国際試合で史上最少イニングの20,000得点[114]
- トゥエンティ20形式で史上最少イニングの2,000得点[115]
- ODI形式で史上最少イニングの30センチュリー[116]
- ODI形式で史上最少イニングの40センチュリー[117]
- キャプテンとして史上最多タイのテスト形式9連勝（2015–2017）[118]
- キャプテンとしてODI形式で史上最少イニングの1,000得点[119]
- キャプテンとしてODI形式で史上最小イニングの2,000得点[120]
- キャプテンとしてODI形式で史上最少イニングの3,000得点[121]
- キャプテンとしてODI形式で史上最少イニングの4,000得点[122]

### インド記録
- ODI形式で史上最少イニングの1,000得点[123]
- ODI形式で史上最少イニングの5,000得点[124]
- ODI形式で史上最少イニングの10,000得点[125]
- 史上初のODI形式で3試合連続センチュリー[126]
- ODI形式で史上最少イニングの10センチュリー[127]
- ODI形式で史上最少イニングの25センチュリー[128]
- 国際試合で単年の史上最多得点 – 2017年に通算2,818得点[129]

### その他
- ODI形式で年間最多得点（2017, 2018）
- テスト形式で年間最多得点（2018）
- インド人としてODI形式で年間最多得点（2010, 2011, 2012, 2013, 2014, 2016）
- インド人としてテスト形式で年間最多得点（2012, 2015, 2016）

## 人物

### 私生活

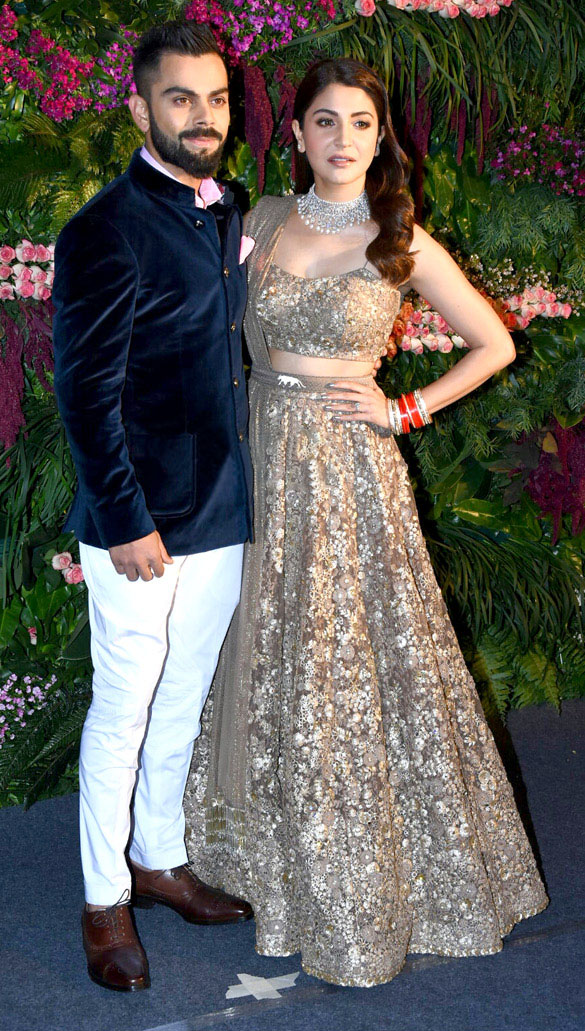
コーリと妻のアヌシュカ・シャルマ

2013年にボリウッド女優のアヌシュカ・シャルマとデートを始めた。2人は2017年12月11日にイタリアのフィレンツェでプライベートセレモニーを挙げ、結婚した。インドを代表するセレブリティ同士の夫妻となっている。2021年1月11日、第一子となる娘が誕生し、ヴァミカと名付けた。ヴァミカはサンスクリット語に由来し、「小さな女神」を意味する。2024年2月15日、第二子となる息子が誕生し、アカーイと名付けた。コーリは定期的な運動と栄養価の高い食事を含む健康的なライフスタイルを送ることを提唱してきた。この分野での勤勉さと規律により、世界で最も健康なクリケット選手の一人という評判を得ている。

### チャリティー活動

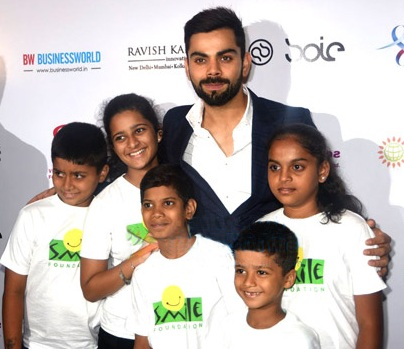
「ヴィラット・コーリ財団」のチャリティーイベントでのコーリ

コーリは2013年3月、「ヴィラット・コーリ財団」（Virat Kohli Foundation, VKF）という慈善団体を創設した。インドをスポーツ大国にし、潜在的なアスリートが夢を達成し、それぞれのスポーツで頂点に達するのを支援するという夢を実現することを目的としている。より良いインドを目指すコーリの野心は、スポーツの分野を超えて、恵まれない若者のためにより良い明日を創造することにまで成長した。コーリのパートナーシップを利用して社会の弱い立場にある人々への支援サービスを立ち上げる、青少年に焦点を当てたプログラムの構築に尽力している。コーリと妻アヌシュカは二人とも動物に情熱を持っており、街の何千匹もの野良動物の問題を支援するために一貫して個人的な貢献をし、また野生動物の救援活動にも貢献してきた。
NGOと協力しながら活動を行っている。コーリはVKFが所有しているサッカーチームであるオールハート・フットボールクラブのキャプテンを務めている。2016年にはインドの映画俳優のアビシェーク・バッチャンが所有するボリウッドスターが揃うオールスターズ・フットボールクラブと対戦した。クリケットのトップスターであるマヘンドラ・シン・ドーニやユブラジ・シン等も参加し、この一戦はインドでセレブリティ・クラシコと言われた。

### その他

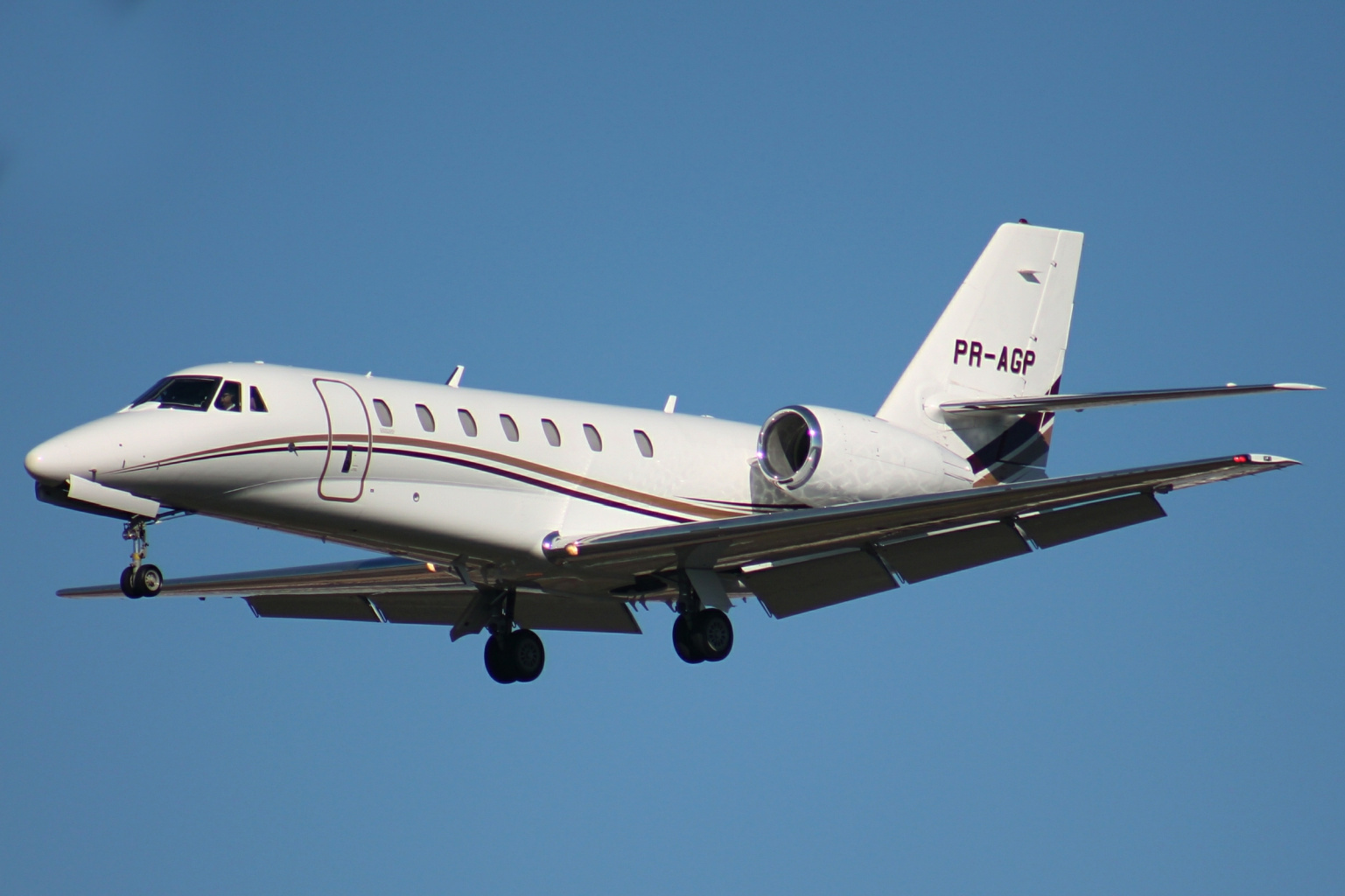
コーリが所有する自家用ジェットはセスナ社のセスナ サイテーション・ソヴリン

- 好きな食べ物は日本料理、特に寿司を好んでいる[133]。パンジャーブ系インド人であるため、アルパラタ、チョーレー・バトゥーレー、鶏肉を使ったインド料理も好きである。
- クリケットの次に好きなスポーツはサッカーである。2014年にはインディアン・スーパーリーグのFCゴアの共同オーナーとなった。当時FCゴアの監督であった元サッカー日本代表監督のジーコらと共に記者会見をしたコーリは、「インドのサッカーを向上させたい。」と発言し、サッカーに対する強い情熱をもっていることを表明した[22]。
- 子供時代からのファンであり、憧れのクリケット選手はサチン・テンドルカール[134]。
- 親友のクリケット選手はマヘンドラ・シン・ドーニ、AB・デ・ヴィリアーズ、K・L・ラーフル、クリス・ゲイル[135]。
- 最も好きなアスリートはサッカーのクリスティアーノ・ロナウド[136]。
- イングランド及びウェールズで開催された2019 クリケット・ワールドカップでは、インド代表のキャプテンとして参戦した。イギリス王室から招待を受けたコーリは、バッキンガム宮殿にてエリザベス女王やハリー王子と対面した[137]。エリザベス女王はクリケットの大ファンとして知られ、生涯に渡ってクリケットをサポートし続けた[138]。フィリップ王配は、若い頃は熟練したクリケット選手であり、打者と投手を兼任する二刀流のオールラウンダーだった[139]。
- 100mの世界記録保持者であるウサイン・ボルトは、コーリに対し尊敬を念を抱いていることを表明した[140]。少年時代の夢がクリケット選手になることであったボルトは、「私はクリケットで育った。父親がクリケットの大ファンであり、今もそうだ。クリケットは私の血の中にずっと流れている。」と語った[141]。

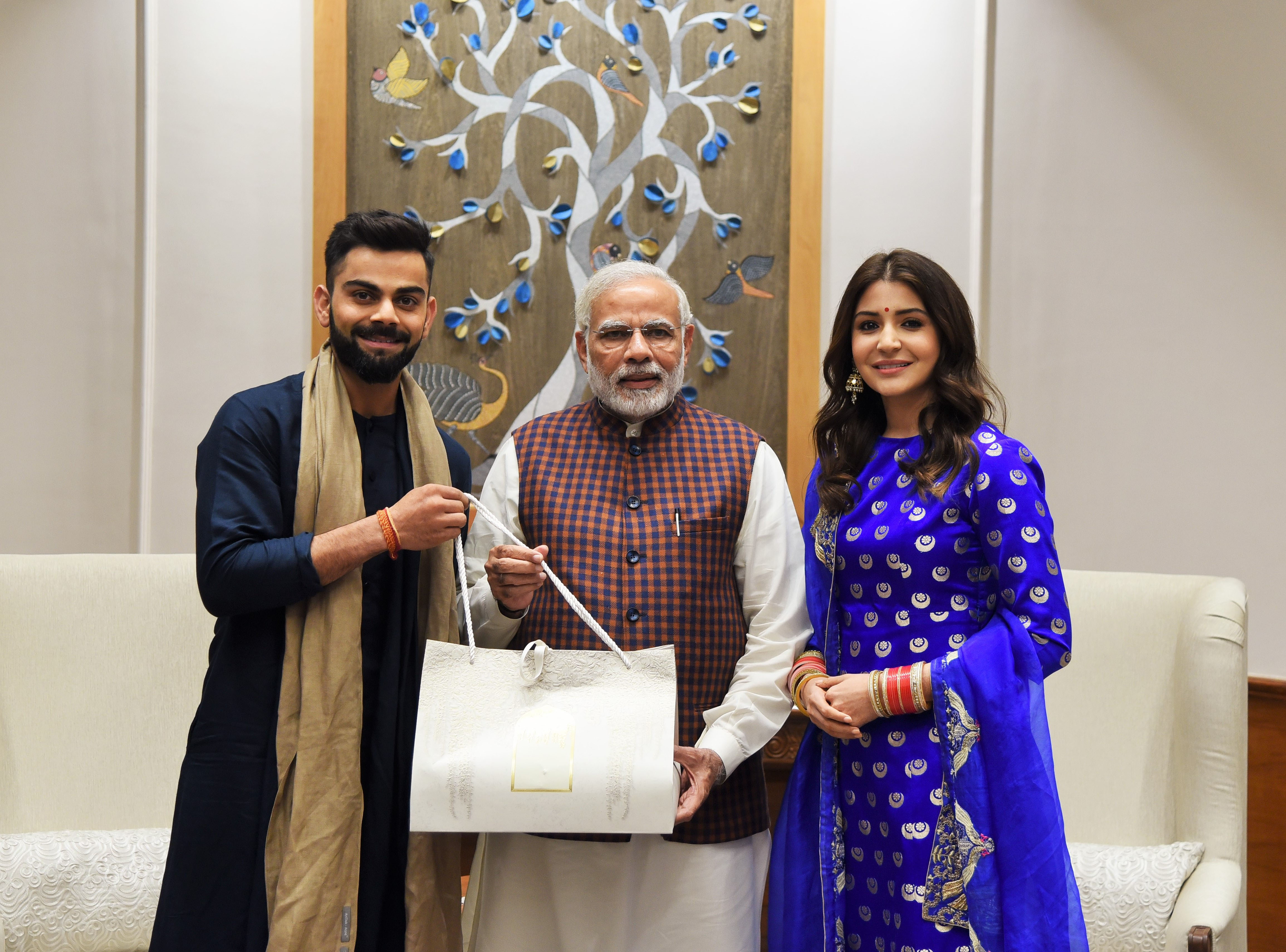
モディ首相と並ぶコーリ夫妻（2017年）

- オーストラリアの俳優であるヒュー・ジャックマンは熱烈なクリケットファンとして知られ、コーリのファンクラブに入会している[142]。
- クリケットと野球はバット・アンド・ボール・ゲーム（英語版）の代表であり、同スポーツを代表するアジア出身のスター同士として日本の大谷翔平と比較されることがある[143]。
- 2024年に発表されたインド著名人のブランド価値調査によると、コーリは2億2790億ドルで首位に輝いた[144]。2位はボリウッドスターのランヴィール・シン、3位にシャー・ルク・カーンが続いた。妻のアヌシュカ・シャルマは14位にランクインした。
- 自動車の愛好家であり、フェラーリ・488GTB、ランボルギーニ・ウラカン、ベントレー・コンチネンタルGT、ベントレー・フライング・スパー、ポルシェ・911、アストンマーティン・DB11など多くの高級車を所有している[145][146]。
- 時計コレクターであり、4600万ルピー（約8,000万円）相当の36個のバゲットカットダイヤモンドが特徴的なロレックスの希少かつ特別な時計など多数の高級腕時計を所有している[147]。
- プーマ、アウディ、MRFタイヤ、Vivoなどとエンドースメント契約を結んでる[148]。
- 愛読書はパラマハンサ・ヨガナンダの「あるヨギの自叙伝」[149]。Apple創業者のスティーブ・ジョブスやビートルズのジョージ・ハリスンなどの愛読書としても有名[150]。

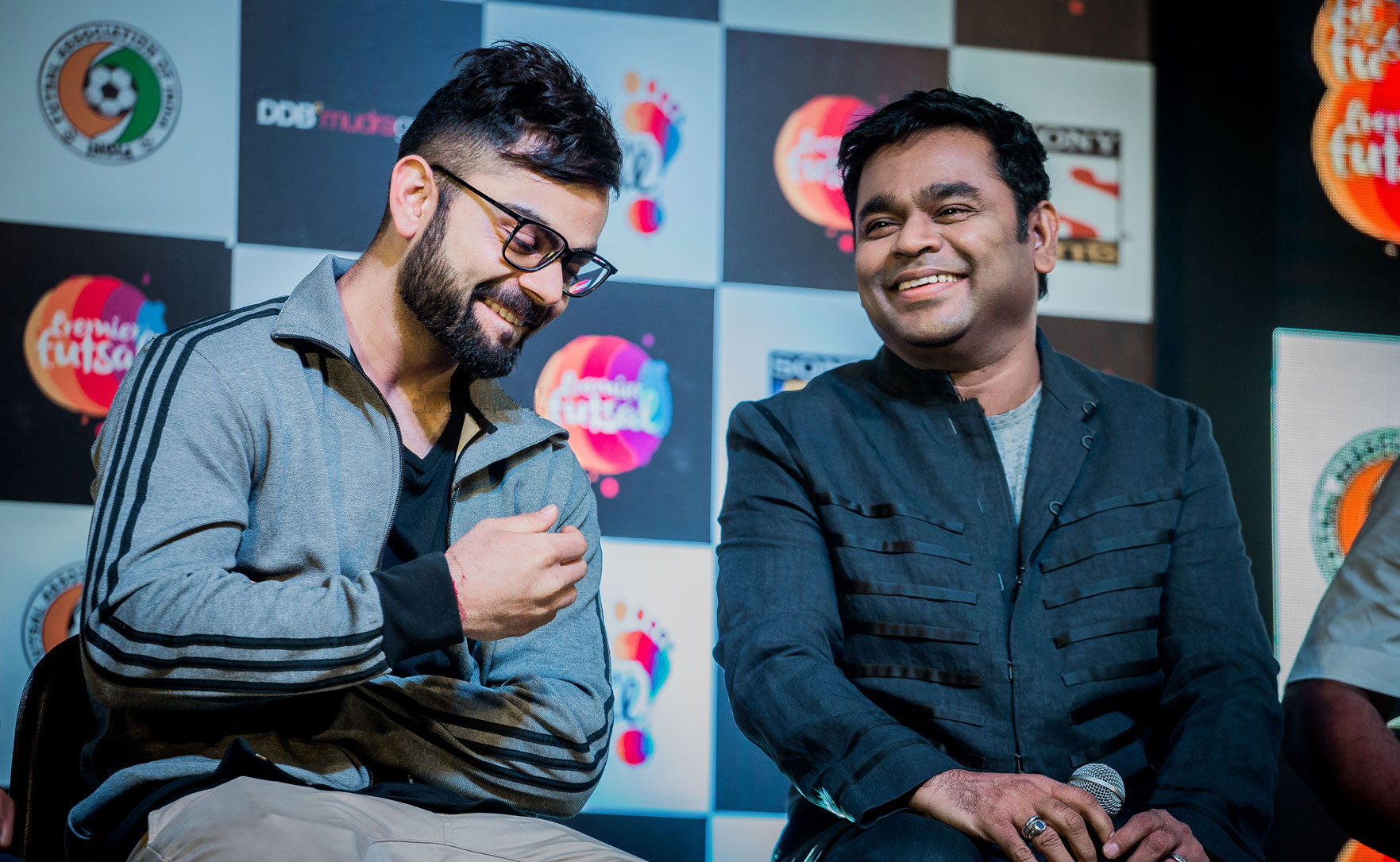
アカデミー賞やグラミー賞等の受賞歴のあるA・R・ラフマーンと対談するコーリ

- 人類初となるODI形式でセンチュリー50回を達成したコーリは、西デリーでの古き良き時代を懐かしんだ。「車やバイクで行くのは好きではない。歩くのが好きなんだ。注目されることなくインドの道路を歩くのが懐かしい。」と発言した。更に、「よく出かける場所は西デリーのジュワラ・ヘリ市場だった。私はスクーターを外に停めて市場を歩き回り、チベット市場でジーンズを探していた。自由時間が許されれば、このルーティンを繰り返して歩き回っていた。」と述べた[151]。
- 2023年10月、第141回IOC総会がインドのムンバイで開催された[152]。ロサンゼルス大会組織委員会のディレクターであるカンプリアーニはクリケットについてのプレゼンテーションを総会で行い、「世界中に推定25億人のファンがいる世界で2番目に人気のあるスポーツを歓迎できることに興奮している」と語った[152]。更に「ここにいる私の友人、ヴィラット・コーリについて考えてみてください。彼はソーシャルメディアで世界で3番目にフォローされているアスリートで、フォロワー数は3億1400万です[152]。これはレブロン・ジェームズ、トム・ブレイディ、タイガー・ウッズを合算させたものより多いです。」と語った[152]。クリケットの実施は賛成多数で可決され、2028年ロサンゼルスオリンピックで採用されることが正式に決定した[152]。

## 個人成績

### テスト形式

#### 打撃成績

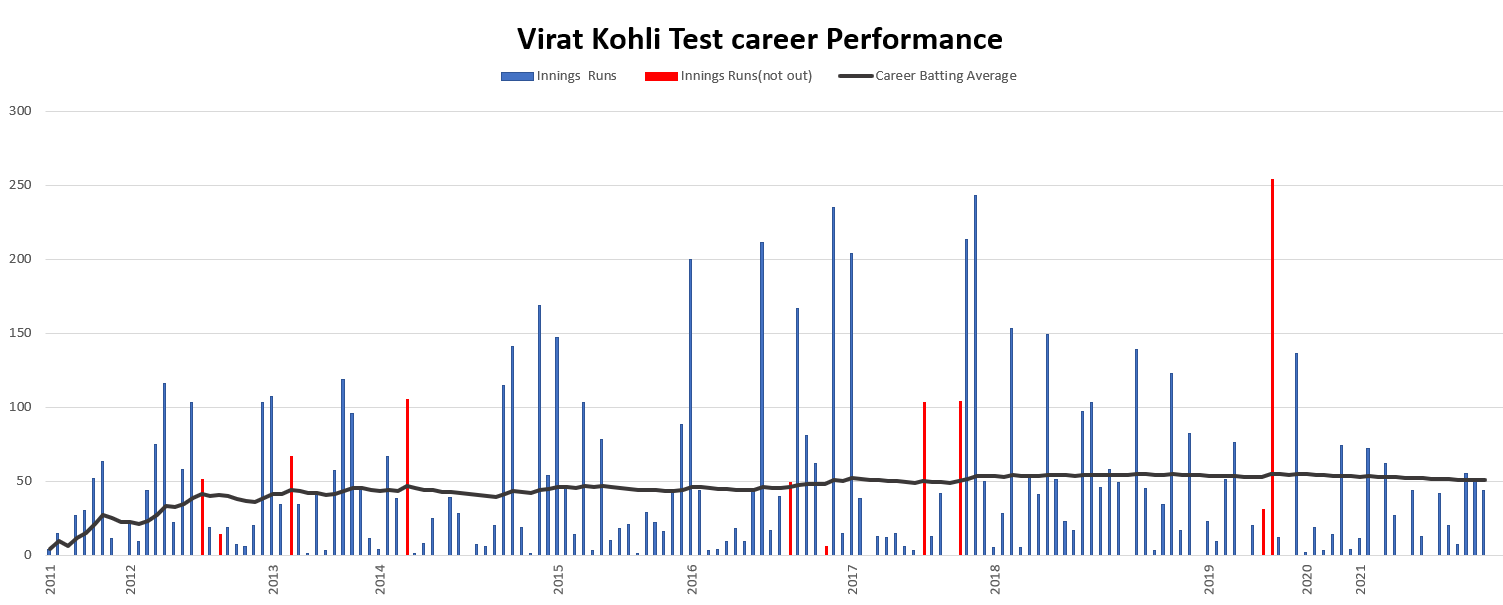
テスト形式での得点（ラン）の成績。青線は1イニングの得点、赤線はノット・アウトの1イニングの得点、黒線はキャリア通算の平均得点

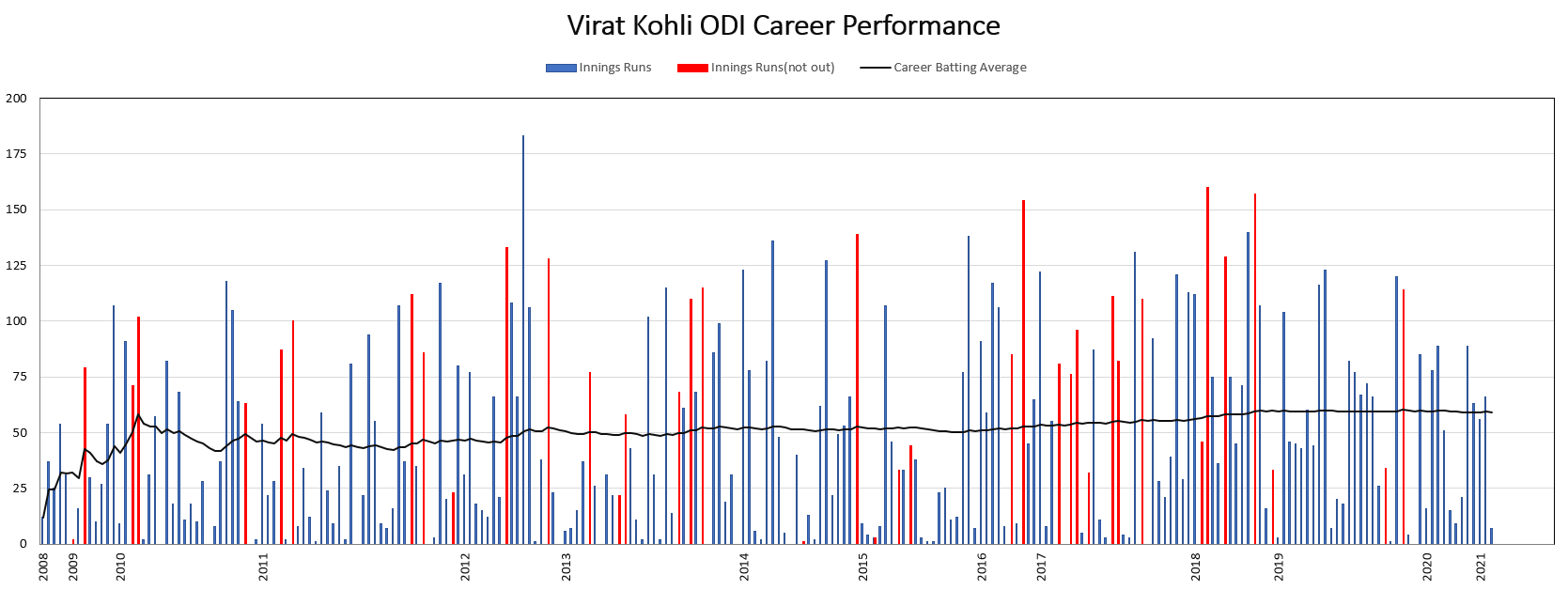
ODI形式での得点（ラン）の成績。青線は1イニングの得点、赤線はノット・アウトの1イニングの得点、黒線はキャリア通算の平均得点

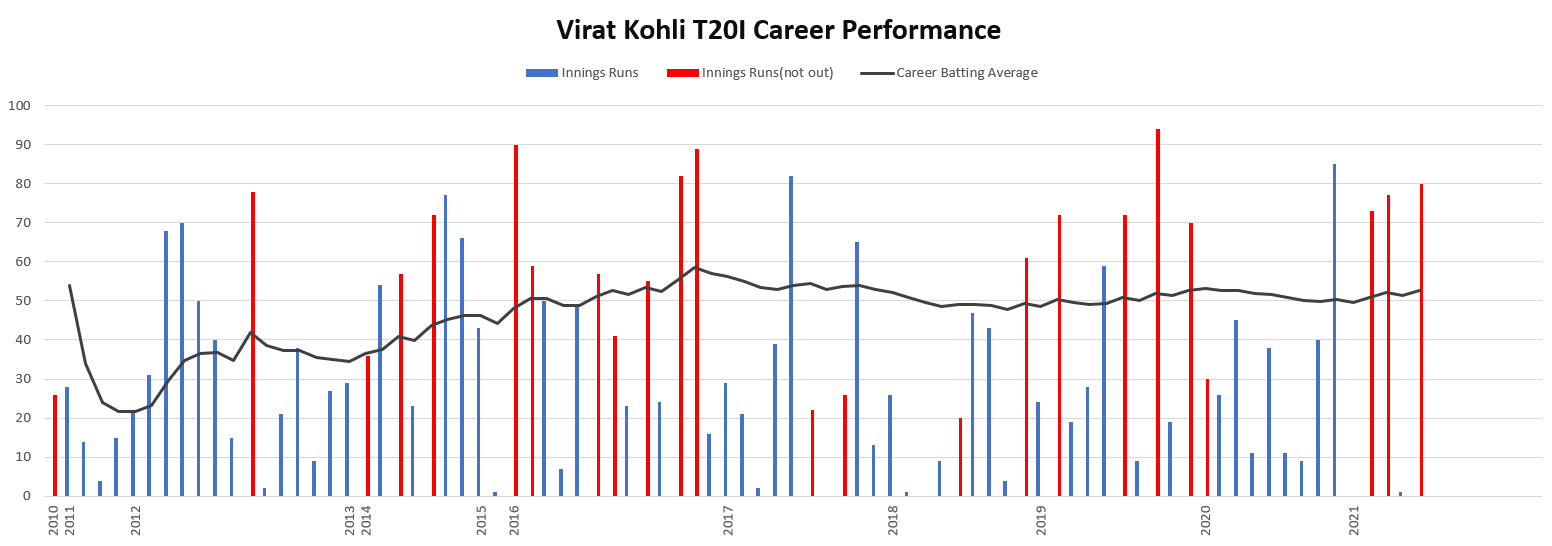
T20I形式での得点（ラン）の成績。青線は1イニングの得点、赤線はノット・アウトの1イニングの得点、黒線はキャリア通算の平均得点

| 年度 | イニング | 得点  | 被投球数 | アウト | 打率 | SR   | 最高得点 | 50 | 100 | 4s  | 6s | Dot% |
| ---- | -------- | ----- | -------- | ------ | ---- | ---- | -------- | -- | --- | --- | -- | ---- |
| 2011 | 9        | 202   | 473      | 9      | 22.4 | 42.7 | 63       | 2  | 0   | 15  | 2  | 72.1 |
| 2012 | 16       | 689   | 1,474    | 14     | 49.2 | 46.7 | 116      | 3  | 3   | 89  | 2  | 77.9 |
| 2013 | 12       | 616   | 1,127    | 11     | 56.0 | 54.7 | 119      | 3  | 2   | 73  | 2  | 70.9 |
| 2014 | 20       | 847   | 1,399    | 19     | 44.6 | 60.5 | 169      | 2  | 4   | 101 | 2  | 69.4 |
| 2015 | 15       | 640   | 1,184    | 15     | 42.7 | 54.1 | 147      | 2  | 2   | 74  | 1  | 72.0 |
| 2016 | 18       | 1,215 | 2,011    | 16     | 75.9 | 60.4 | 235      | 2  | 4   | 134 | 2  | 65.1 |
| 2017 | 16       | 1,059 | 1,389    | 14     | 75.6 | 76.2 | 243      | 1  | 5   | 98  | 6  | 54.2 |
| 2018 | 24       | 1,307 | 2,414    | 24     | 54.5 | 54.1 | 153      | 5  | 5   | 142 | 2  | 70.5 |
| 2019 | 11       | 608   | 967      | 9      | 67.6 | 62.9 | 254      | 2  | 2   | 78  | 3  | 78.4 |
| 2020 | 6        | 116   | 283      | 6      | 19.3 | 41.0 | 74       | 1  | 0   | 15  | 0  | 79.9 |
| 2021 | 19       | 536   | 1,216    | 19     | 28.2 | 44.1 | 72       | 4  | 0   | 60  | 1  | 77.1 |
| 2022 | 11       | 265   | 672      | 10     | 26.5 | 39.4 | 79       | 1  | 0   | 33  | 1  | 79.2 |
| 2023 | 12       | 671   | 1,226    | 12     | 55.9 | 54.7 | 186      | 2  | 2   | 70  | 1  | 68.6 |
| 2024 | 4        | 81    | 113      | 4      | 20.2 | 71.7 | 46       | 0  | 0   | 10  | 1  | 65.5 |
| 合計 | 193      | 8,852 | 15,948   | 182    | 48.6 | 55.5 | 254      | 30 | 29  | 992 | 26 | 69.9 |

- 2024年9月24日時点[153]

#### 投球成績
| 年度 | オーバー | 失点 | ウィケット | Econ | Avg | SR | 5W | BBI    |
| ---- | -------- | ---- | ---------- | ---- | --- | -- | -- | ------ |
| 2011 | 2.0      | 9    | 0          | 4.50 | -   | -  | 0  | 0/9    |
| 2012 | 9.0      | 26   | 0          | 2.89 | -   | -  | 0  | 0/3    |
| 2013 | 6.0      | 18   | 0          | 3.00 | -   | -  | 0  | 0/18   |
| 2014 | 7.0      | 17   | 0          | 2.43 | -   | -  | 0  | 0/4    |
| 2015 | 1.0      | 0    | 0          | 0.00 | -   | -  | 0  | 1/1000 |
| 2017 | 2.1      | 6    | 0          | 2.77 | -   | -  | 0  | 0/1    |
| 2019 | 1.0      | 4    | 0          | 4.00 | -   | -  | 0  | 0/4    |
| 2020 | 1.0      | 4    | 0          | 4.00 | -   | -  | 0  | 0/4    |
| 合計 | 29.1     | 84   | 0          | 2.88 | -   | -  | 0  | 1/1000 |

- 2024年9月24日時点[153]

### ODI形式

#### 打撃成績
| 年度 | イニング | 得点   | 被投球数 | アウト | 打率  | SR    | 最高得点 | 50 | 100 | 4s    | 6s  | Dot% |
| ---- | -------- | ------ | -------- | ------ | ----- | ----- | -------- | -- | --- | ----- | --- | ---- |
| 2008 | 5        | 159    | 239      | 5      | 31.8  | 66.5  | 54       | 1  | 0   | 21    | 1   | 71.5 |
| 2009 | 8        | 325    | 385      | 6      | 54.2  | 84.4  | 107      | 2  | 1   | 36    | 3   | 51.7 |
| 2010 | 23       | 995    | 1,169    | 20     | 49.8  | 85.1  | 118      | 7  | 3   | 90    | 4   | 48.3 |
| 2011 | 34       | 1,381  | 1,614    | 29     | 47.6  | 85.6  | 117      | 8  | 4   | 127   | 7   | 46.8 |
| 2012 | 17       | 1,026  | 1,094    | 15     | 68.4  | 93.8  | 183      | 3  | 5   | 92    | 7   | 43.6 |
| 2013 | 30       | 1,268  | 1,300    | 24     | 52.8  | 97.5  | 115      | 7  | 4   | 138   | 20  | 48.1 |
| 2014 | 20       | 1,054  | 1,058    | 18     | 58.6  | 99.6  | 139      | 5  | 4   | 94    | 20  | 43.6 |
| 2015 | 20       | 623    | 773      | 17     | 36.6  | 80.6  | 138      | 1  | 2   | 44    | 8   | 49.0 |
| 2016 | 10       | 739    | 739      | 8      | 92.4  | 100.0 | 154      | 4  | 3   | 62    | 8   | 40.2 |
| 2017 | 26       | 1,460  | 1,413    | 19     | 76.8  | 99.1  | 131      | 7  | 6   | 136   | 22  | 42.8 |
| 2018 | 14       | 1,202  | 1,172    | 9      | 133.6 | 102.6 | 160      | 3  | 6   | 123   | 13  | 42.7 |
| 2019 | 25       | 1,377  | 1,429    | 23     | 59.9  | 96.4  | 123      | 7  | 5   | 133   | 8   | 41.8 |
| 2020 | 9        | 431    | 467      | 9      | 47.9  | 92.3  | 89       | 5  | 0   | 35    | 5   | 41.1 |
| 2021 | 3        | 129    | 149      | 3      | 43.0  | 86.6  | 66       | 2  | 0   | 10    | 1   | 41.6 |
| 2022 | 11       | 302    | 347      | 11     | 27.5  | 87.0  | 113      | 2  | 1   | 32    | 2   | 48.1 |
| 2023 | 24       | 1,377  | 1,389    | 19     | 72.5  | 99.1  | 166      | 8  | 6   | 122   | 24  | 42.0 |
| 2024 | 3        | 58     | 69       | 3      | 19.3  | 84.1  | 24       | 0  | 0   | 8     | 0   | 53.6 |
| 合計 | 282      | 13,906 | 14,866   | 238    | 58.4  | 93.5  | 183      | 72 | 50  | 1,303 | 153 | 45.0 |

- 2024年9月24日時点[153]

#### 投球成績
| 年度 | オーバー | 失点 | ウィケット | Econ | Avg   | SR    | 5W | BBI  |
| ---- | -------- | ---- | ---------- | ---- | ----- | ----- | -- | ---- |
| 2009 | 3.0      | 21   | 0          | 7.00 | -     | -     | 0  | 0/21 |
| 2010 | 6.4      | 40   | 0          | 5.85 | -     | -     | 0  | 0/11 |
| 2011 | 34.0     | 189  | 2          | 5.53 | 94.5  | 102.0 | 0  | 1/20 |
| 2012 | 7.5      | 49   | 0          | 6.26 | -     | -     | 0  | 0/3  |
| 2013 | 25.0     | 178  | 1          | 7.12 | 178.0 | 150.0 | 0  | 1/15 |
| 2014 | 17.0     | 107  | 1          | 6.29 | 107.0 | 102.0 | 0  | 1/36 |
| 2015 | 5.2      | 34   | 0          | 6.38 | -     | -     | 0  | 0/1  |
| 2016 | 3.0      | 20   | 0          | 6.67 | -     | -     | 0  | 0/7  |
| 2017 | 5.0      | 29   | 0          | 5.80 | -     | -     | 0  | 0/12 |
| 2023 | 3.3      | 15   | 1          | 4.29 | 15.0  | 21.0  | 0  | 1/13 |
| 合計 | 110.2    | 680  | 5          | 6.16 | 136.0 | 132.4 | 0  | 1/13 |

- 2024年9月24日時点[153]

### T20I形式

#### 打撃成績
| 年度 | イニング | 得点  | 被投球数 | アウト | 打率  | SR    | 最高得点 | 50 | 100 | 4s  | 6s  | Dot% |
| ---- | -------- | ----- | -------- | ------ | ----- | ----- | -------- | -- | --- | --- | --- | ---- |
| 2010 | 1        | 26    | 21       | 0      | -     | 123.8 | 26       | 0  | 0   | 3   | 1   | 42.9 |
| 2011 | 4        | 61    | 52       | 4      | 15.2  | 117.3 | 28       | 0  | 0   | 10  | 0   | 42.3 |
| 2012 | 13       | 475   | 355      | 12     | 39.2  | 132.7 | 78       | 4  | 0   | 57  | 7   | 30.7 |
| 2013 | 1        | 29    | 22       | 1      | 29.0  | 131.8 | 29       | 0  | 0   | 2   | 1   | 31.8 |
| 2014 | 7        | 385   | 288      | 4      | 96.2  | 133.7 | 77       | 5  | 0   | 33  | 11  | 26.7 |
| 2015 | 2        | 44    | 28       | 2      | 22.0  | 157.1 | 43       | 0  | 0   | 1   | 3   | 7.1  |
| 2016 | 13       | 641   | 457      | 6      | 106.8 | 140.3 | 90       | 7  | 0   | 70  | 9   | 29.1 |
| 2017 | 10       | 299   | 196      | 8      | 37.4  | 152.6 | 82       | 2  | 0   | 32  | 8   | 24.5 |
| 2018 | 9        | 211   | 173      | 7      | 30.1  | 122.0 | 61       | 1  | 0   | 10  | 8   | 33.5 |
| 2019 | 10       | 466   | 315      | 6      | 77.7  | 147.9 | 94       | 5  | 0   | 39  | 23  | 24.4 |
| 2020 | 9        | 295   | 208      | 8      | 36.9  | 141.8 | 85       | 1  | 0   | 18  | 10  | 20.7 |
| 2021 | 8        | 299   | 225      | 4      | 74.8  | 132.9 | 80       | 4  | 0   | 25  | 10  | 30.2 |
| 2022 | 20       | 781   | 565      | 14     | 55.8  | 138.2 | 122      | 8  | 1   | 66  | 26  | 29.0 |
| 2024 | 10       | 180   | 151      | 10     | 18.0  | 119.2 | 76       | 1  | 0   | 13  | 7   | 39.7 |
| 合計 | 117      | 4,188 | 3,056    | 86     | 48.7  | 137.7 | 122      | 38 | 1   | 369 | 124 | 28.7 |

- 2024年9月24日時点[153]

#### 投球成績
| 年度 | オーバー | 失点 | ウィケット | Econ  | Avg   | SR   | 5W | BBI  |
| ---- | -------- | ---- | ---------- | ----- | ----- | ---- | -- | ---- |
| 2011 | 5.4      | 35   | 2          | 6.18  | 17.5  | 17.0 | 0  | 1/13 |
| 2012 | 15.0     | 124  | 1          | 8.27  | 124.0 | 90.0 | 0  | 1/21 |
| 2013 | 2.0      | 24   | 0          | 12.00 | -     | -    | 0  | 0/24 |
| 2016 | 1.4      | 15   | 1          | 9.00  | 15.0  | 10.0 | 0  | 1/15 |
| 2022 | 1.0      | 6    | 0          | 6.00  | -     | -    | 0  | 0/6  |
| 合計 | 25.2     | 204  | 4          | 8.05  | 51.0  | 38.0 | 0  | 1/13 |

- 2024年9月24日時点[153]

### IPL

#### 打撃成績
| 年度 | 試合 | NO | 得点  | 最高得点 | 打率  | 被投球数 | SR     | 100 | 50 | 4s  | 6s  | CT  | ST |
| ---- | ---- | -- | ----- | -------- | ----- | -------- | ------ | --- | -- | --- | --- | --- | -- |
| 2008 | 13   | 1  | 165   | 38       | 15.00 | 157      | 105.09 | 0   | 0  | 18  | 4   | 2   | 0  |
| 2009 | 16   | 2  | 246   | 50       | 22.36 | 219      | 112.32 | 0   | 1  | 22  | 8   | 9   | 0  |
| 2010 | 16   | 2  | 307   | 58       | 27.90 | 212      | 144.81 | 0   | 1  | 26  | 12  | 3   | 0  |
| 2011 | 16   | 4  | 557   | 71       | 46.41 | 460      | 121.08 | 0   | 4  | 55  | 16  | 7   | 0  |
| 2012 | 16   | 2  | 364   | 73*      | 28.00 | 326      | 111.65 | 0   | 2  | 33  | 10  | 7   | 0  |
| 2013 | 16   | 2  | 634   | 99       | 45.28 | 457      | 138.73 | 0   | 6  | 64  | 22  | 7   | 0  |
| 2014 | 14   | 1  | 359   | 73       | 27.61 | 294      | 122.10 | 0   | 2  | 23  | 16  | 7   | 0  |
| 2015 | 16   | 5  | 505   | 82*      | 45.90 | 386      | 130.82 | 0   | 3  | 35  | 23  | 7   | 0  |
| 2016 | 16   | 4  | 973   | 113      | 81.08 | 640      | 152.03 | 4   | 7  | 83  | 38  | 6   | 0  |
| 2017 | 10   | 0  | 308   | 64       | 30.80 | 252      | 122.22 | 0   | 4  | 23  | 11  | 6   | 0  |
| 2018 | 14   | 3  | 530   | 92*      | 48.18 | 381      | 139.10 | 0   | 4  | 52  | 18  | 8   | 0  |
| 2019 | 14   | 0  | 464   | 100      | 33.14 | 328      | 141.46 | 1   | 2  | 46  | 13  | 5   | 0  |
| 2020 | 15   | 4  | 466   | 90*      | 42.36 | 384      | 121.35 | 0   | 3  | 23  | 11  | 3   | 0  |
| 2021 | 15   | 1  | 405   | 72*      | 28.92 | 339      | 119.46 | 0   | 3  | 43  | 9   | 8   | 0  |
| 2022 | 16   | 1  | 341   | 73       | 22.73 | 294      | 115.99 | 0   | 2  | 32  | 8   | 9   | 0  |
| 2023 | 14   | 2  | 639   | 101*     | 53.25 | 457      | 139.82 | 2   | 6  | 65  | 16  | 13  | 0  |
| 2024 | 15   | 3  | 741   | 113*     | 61.75 | 479      | 154.70 | 1   | 5  | 62  | 38  | 8   | 0  |
| 合計 | 252  | 37 | 8,004 | 113      | 38.67 | 6,065    | 131.97 | 8   | 55 | 705 | 272 | 115 | 0  |

- 2024年シーズン終了時[154]

#### 投球成績
| 年度 | 試合 | ボール | 失点 | ウィケット | BBM  | Ave   | Econ  | SR    | 4W | 5W |
| ---- | ---- | ------ | ---- | ---------- | ---- | ----- | ----- | ----- | -- | -- |
| 2008 | 13   | 46     | 61   | 2          | 2/25 | 30.50 | 7.95  | 23.00 | 0  | 0  |
| 2009 | 16   | 36     | 46   | 0          | 0/0  | -     | 7.66  | -     | 0  | 0  |
| 2010 | 16   | 32     | 50   | 0          | 0/0  | -     | 9.37  | -     | 0  | 0  |
| 2011 | 16   | 102    | 139  | 2          | 1/8  | 69.50 | 8.17  | 51.00 | 0  | 0  |
| 2012 | 16   | 18     | 49   | 0          | 0/0  | -     | 16.33 | -     | 0  | 0  |
| 2013 | 16   | 0      | 0    | 0          | 0/0  | -     | -     | -     | 0  | 0  |
| 2014 | 14   | 0      | 0    | 0          | 0/0  | -     | -     | -     | 0  | 0  |
| 2015 | 16   | 11     | 10   | 0          | 0/0  | -     | 5.45  | -     | 0  | 0  |
| 2016 | 16   | 6      | 13   | 0          | 0/0  | -     | 13.00 | -     | 0  | 0  |
| 2017 | 10   | 0      | 0    | 0          | 0/0  | -     | -     | -     | 0  | 0  |
| 2018 | 14   | 0      | 0    | 0          | 0/0  | -     | -     | -     | 0  | 0  |
| 2019 | 14   | 0      | 0    | 0          | 0/0  | -     | -     | -     | 0  | 0  |
| 2030 | 15   | 0      | 0    | 0          | 0/0  | -     | -     | -     | 0  | 0  |
| 2021 | 15   | 0      | 0    | 0          | 0/0  | -     | -     | -     | 0  | 0  |
| 2022 | 16   | 0      | 0    | 0          | 0/0  | -     | -     | -     | 0  | 0  |
| 2023 | 14   | 0      | 0    | 0          | 0/0  | -     | -     | -     | 0  | 0  |
| 2024 | 15   | 0      | 0    | 0          | 0/0  | -     | -     | -     | 0  | 0  |
| 合計 | 252  | 251    | 368  | 4          | 2/25 | 92.00 | 8.80  | 62.75 | 0  | 0  |

- 2024年シーズン終了時[154]

### センチュリー
センチュリーとは1人で1イニングに100得点（ラン）以上記録することである。2024年9月時点において、国際試合であるテスト形式で通算29回、ODI形式で通算50回、T20I方式で通算1回達成している。ODI形式の達成数ではサチン・テンドルカールを上回り歴代1位。国際試合の全3形式では計80回であり、サチン・テンドルカールに次ぐ歴代2位。また、国内リーグのIPLでは2024年シーズン終了時点で8回である。
| 対戦相手         | テスト | ODI | T20I |
| ---------------- | ------ | --- | ---- |
| オーストラリア   | 8      | 8   | -    |
| スリランカ       | 5      | 10  | -    |
| 南アフリカ       | 3      | 5   | -    |
| バングラデシュ   | 2      | 5   | -    |
| 西インド諸島     | 3      | 9   | -    |
| イングランド     | 5      | 3   | -    |
| パキスタン       | -      | 3   | -    |
| ニュージーランド | 3      | 6   | -    |
| ジンバブエ       | -      | 1   | -    |
| アフガニスタン   | -      | -   | 1    |
| 合計             | 29     | 50  | 1    |

## 受賞・栄典

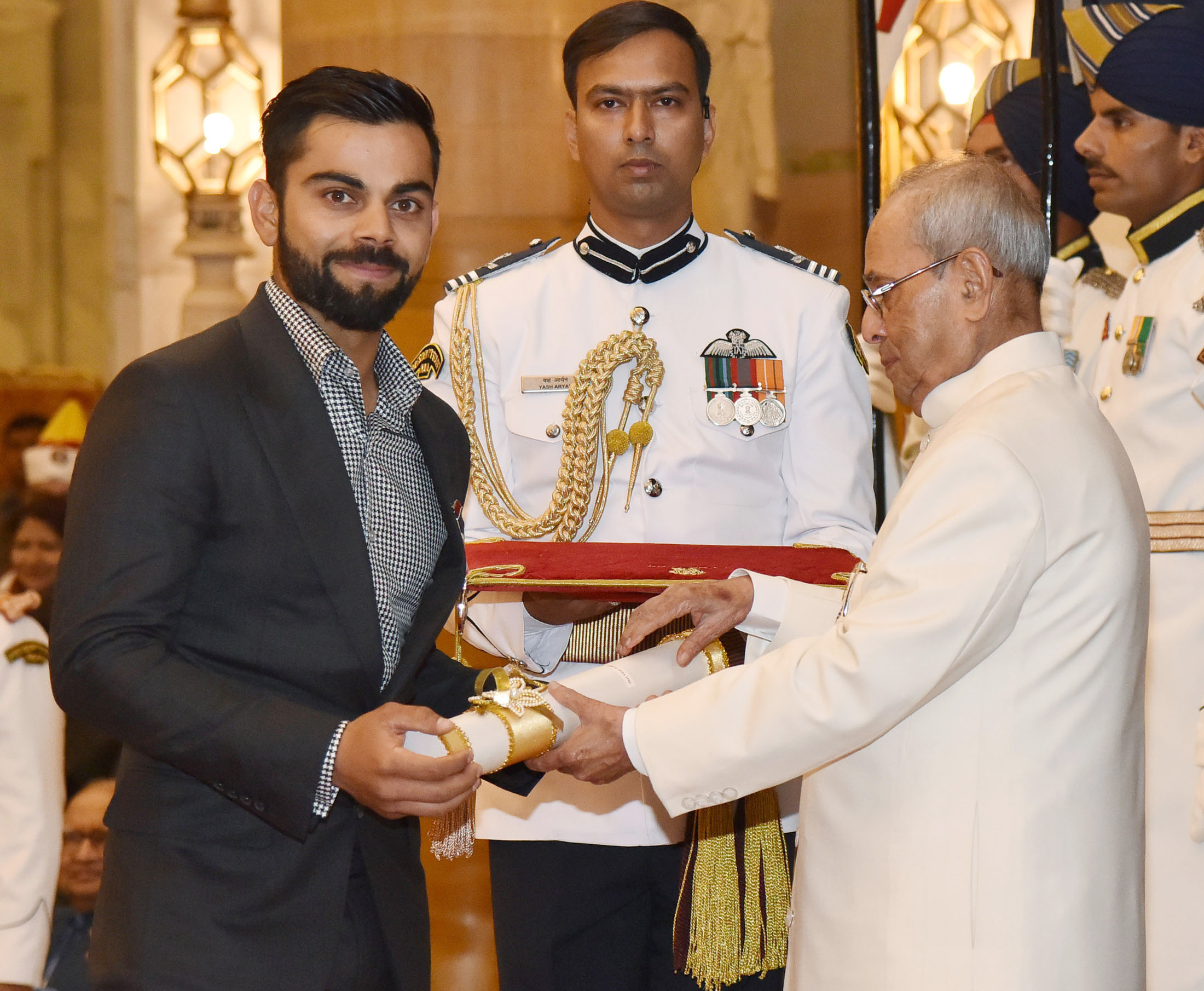
ムカルジー大統領からパドマ・シュリー勲章を授与されるコーリ。2017年3月、インド大統領官邸のラシュトラパティ・バワンにて

### インド政府
- 2013 - アルジュナ賞（英語版）：インドのスポーツ界における栄誉賞
- 2017 - パドマ・シュリー勲章：インドの民間人に贈られる四番目に格式がある勲章
- 2018 - ラジーヴ・ガンディー・ケール・ラトナ賞（英語版）：インドのスポーツ界における最高栄誉賞。クリケット選手ではテンドルカール、ドーニに次いで史上3人目。

### ICC・その他
- ICCプレーヤー・オブ・ザ・デケイド（10年間最優秀選手賞）：1回（2011-2020）
- サー・ガーフィールド・ソバーズ・トロフィー（ICCプレーヤー・オブ・ザ・イヤ―賞）：2回（2017, 2018）
- ICC・ODI・プレーヤー・オブ・ザ・イヤ―賞（英語版） ：4回（2012, 2017, 2018, 2023）
- ICC・テスト・プレーヤー・オブ・ザ・イヤ―賞（英語版）：1回（2018）
- ICC・ODI・チーム・オブ・ザ・イヤ―賞（英語版）：7回（2012, 2014, 2016, 2017, 2018, 2019, 2023）
- ICC・テスト・チーム・オブ・ザ・イヤ―賞（英語版）：3回（2017、2018, 2019）
- ポリー・アムリガー賞（英語版）、インターナショナル・クリケッター・オブ・ザ・イヤ―賞：5回（2011–12, 2014–15, 2015–16, 2016–17, 2017–18）
- ウィズデン・リーディング・クリケッター・イン・ザ・ワールド賞：3回（2016, 2017, 2018）
- CEAT・インターナショナル・クリケッター・オブ・ザ・イヤ―賞（英語版）：3回（2011-12, 2013-14, 2018-19）
- バーミー・アーミー（英語版） 、インターナショナル・プレーヤー・オブ・イヤ―賞：2回（2017, 2018）